# 石丸彰彦
石丸 彰彦（いしまる あきひこ、1974年6月9日 - ）は、日本のテレビプロデューサー、映画プロデューサー、実業家。株式会社TBSホールディングスグループ執行役員、TBSスパークル代表取締役社長。

## 人物
静岡県伊東市宇佐美出身。1997年株式会社東京放送（TBS、現：株式会社TBSホールディングス）入社後、『学校へ行こう!』のディレクター、『GOOD LUCK!!』のプロデュース補を経て、2004年に『世界の中心で、愛をさけぶ』を大ヒットさせた。
その後、『白夜行』『華麗なる一族』などシリアスなドラマや『ROOKIES』『MR.BRAIN』『義母と娘のブルース』などのコミカルなドラマも手掛けている。
また、『JIN-仁-』『南極大陸』『とんび』『天皇の料理番』など放送時期と異なる時代を舞台とした作品も多数プロデュース。
脚本家の森下佳子、俳優の綾瀬はるか、山田孝之、佐藤健とタッグを組むことが多い。 
映画では『ROOKIES-卒業-』『SPACE BATTLESHIP ヤマト』が代表作。

## 略歴
- 1986年11月 競泳の100m背泳ぎで日本学童記録を樹立
- 1988年8月 全国中学校水泳競技大会 100ｍ背泳2位入賞、200ｍ背泳3位入賞
  - 全国JOCジュニアオリンピックカップ夏季大会で200ｍ背泳優勝
- 1990年3月 静岡県伊東市立宇佐美中学校卒
- 1993年3月 静岡県立韮山高等学校卒
  - 在学中、100m背泳ぎで全国高等学校総合体育大会6位に入賞
- 1993年4月 中央大学経済学部経済学科入学
  - 在学中4年間、中央大学水泳部に在籍。2年生時からの日本学生選手権水泳競技大会総合優勝に貢献
- 1997年3月 中央大学経済学部経済学科卒
- 1997年4月 株式会社東京放送に入社。テレビドラマの演出補・APなどを経て、『学校へ行こう!』（ディレクターとして2001年-2002年在籍）を担当。
- 2003年7月 ドラマプロデューサー。
- 2007年3月 編成局編成部に異動。その後も数々のドラマを企画プロデュース。
- 2009年9月 制作局ドラマセンターでプロデューサー復帰。
- 2013年7月 制作局ドラマ制作部、部次長。
- 2015年6月 編成局編成部企画総括（部次長）。
- 2016年7月 編成局編成部企画総括（担当部長）。
- 2019年7月 TBSホールディングス総合マーケティングラボ ビジネス戦略部長。
- 2020年7月 TBSテレビ営業局営業推進センター長。
- 2022年7月 TBSホールディングス財務戦略本部グループ経営企画局長。
- 2024年6月 株式会社TBSホールディングスグループ執行役員、TBSスパークル代表取締役社長。

## 受賞歴
- 2006年
  - 第1回ソウルドラマアワード 最優秀監督賞『世界の中心で、愛をさけぶ』[3]
- 2008年
  - 第14回AMD Award'08 優秀賞『ROOKIES』[4]
  - 第58回ザテレビジョンドラマアカデミー賞『ROOKIES』[5][6]
    - 最優秀作品賞
- 2009年
  - 東京ドラマアウォード2009 優秀賞『ROOKIES』[7]
  - 第29回藤本賞 奨励賞『ROOKIES -卒業-』[8]
  - 第47回ギャラクシー賞『JIN-仁-』[9]
    - 優秀賞
    - 第4回マイベストTV賞 グランプリ
- 2010年
  - 東京ドラマアウォード2010『JIN-仁-』[10]
    - 最優秀作品賞
    - 連続ドラマ部門アジア賞
    - 最優秀プロデュース賞

  - 第34回エランドール賞 プロデューサー奨励賞[11]
  - 第18回橋田賞『JIN-仁-』[12]
  - 放送人グランプリ2010 特別賞『JIN-仁-』
  - 第36回放送文化基金賞 テレビ番組賞『JIN-仁-』[13]
  - 第5回ソウルドラマアワード ミニシリーズ部門 最優秀作品賞『JIN-仁-』[14]
  - アジア・テレビジョン・アワード2010 ドラマ部門 奨励賞『JIN-仁-』[15]
  - カンヌMIPCOM バイヤーズ・アワード「JIN-仁-」
  - 日本民間放送連盟テレビドラマ部門 最優秀作品賞『JIN-仁-』[16]
  - ヒットメーカー・オブ・ザ・イヤー 2010（日経エンタテインメント!）
  - ハリウッドレポーター誌が選ぶ「アジアの次世代」（NEXT GENERATION ASIA ）に選出

- 2011年
  - 東京ドラマアウォード2011『JIN-仁-完結編』[17]
    - 優秀作品賞
    - 連続ドラマ部門アジア賞
    - 連続ドラマ部門特別賞

  - 第15回日刊スポーツ・ドラマグランプリ 作品賞『JIN-仁-完結編』

- 2013年
  - 東京ドラマアウォード2013優秀作品賞『とんび』[18]
  - アジア・テレビジョン賞 ドラマ部門最優秀作品賞『とんび』[19]
- 2015年
  - 東京ドラマアウォード2015最優秀作品賞『天皇の料理番』[20]
  - 日本民間放送連盟テレビドラマ部門 優秀賞『天皇の料理番』[21]
- 2016年
  - 第24回橋田賞『天皇の料理番』[22]
  - 第42回放送文化基金賞テレビドラマ部門 優秀賞『天皇の料理番』[23]

## テレビドラマ

### 制作担当
- なにさまっ!（演出補）
- 天国に一番近い男 MONOカンパニー編（演出補）
- L×I×V×E（演出補）
- チープラブ（演出補）
- 君が教えてくれたこと（演出補）
- 真夏のメリークリスマス（演出補）
- Love Story（演出補）
- 愛なんていらねえよ、夏（助監督）
- おとうさん（AP）
- GOOD LUCK!!（プロデュース補）
- Stand Up!! （プロデュース）
- ドールハウス〜特命女性捜査班〜（プロデュース）
- 世界の中心で、愛をさけぶ （プロデュース）
- あいくるしい（プロデュース）
- 白夜行（プロデュース）
- セーラー服と機関銃（プロデュース）
- 華麗なる一族（プロデュース）
- 佐々木夫妻の仁義なき戦い（企画）
- ROOKIES（企画プロデュース）
- ブラッディ・マンデイ（企画）
- MR.BRAIN（プロデュース）
- JIN-仁-（プロデュース）
- ブラッディ・マンデイ Season2（協力プロデューサー）
- 冬のサクラ（企画）
- JIN-仁- 完結編（プロデュース）
- 南極大陸（プロデュース）
- MONSTERS（プロデュース）
- とんび（プロデュース）
- クロコーチ（プロデュース）
- 天皇の料理番（プロデュース)[24]
- 義母と娘のブルース（企画）
- 義母と娘のブルース2020年　謹賀新年スペシャル（企画）
- 義母と娘のブルース2022年　謹賀新年スペシャル（企画）
- 義母と娘のブルースFINAL 2024年謹賀新年スペシャル（企画）

### 企画・編成
- RESCUE〜特別高度救助隊（企画）
- 内藤大助物語 〜いじめられっ子のチャンピオンベルト〜（企画）
- 月曜ゴールデン「警視庁南平班〜七人の刑事〜」（企画）
- 月曜ゴールデン「湯けむりバスツアー 桜庭さやかの事件簿」（企画）
- わたしを離さないで（企画）[要出典]ノーベル文学賞作家、カズオ・イシグロの小説を日本で初めて映像化。

## 映画
- ROOKIES -卒業-（企画・プロデュース）[25]
- SPACE BATTLESHIP ヤマト（プロデュース）[25]
- こちら葛飾区亀有公園前派出所 THE MOVIE～勝どき橋を封鎖せよ!（プロデュース）

## 関連人物
同期入社
- 安住紳一郎（アナウンサー）
- 伊藤隆太（アナウンサー・報道記者）
- 小倉弘子（アナウンサー）
- 竹内由布子

その他
- 亀山千広（BSフジ代表取締役社長、元フジテレビ代表取締役社長、同局ドラマプロデューサー。石丸の韮山高校の18期先輩）
- 伊藤圭介（フリーアナウンサー、元静岡放送アナウンサー。同じく石丸の韮山高校の18期先輩）